# Línea Kobe (JR)
La Línea Kobe (JR神戸線 JR Kōbe sen?) es el apodo que recibe la sección de la Línea Tōkaidō y la Línea San'yō entre Osaka y Himeji. La línea, junto con la Línea Biwako y la Línea Kioto, forma la sección principal del servicio de cercanías "Red Urbana" de JR West en el área metropolitana de Osaka-Kobe-Kyoto.
La línea también ofrece servicio continuo en la línea Gakkentoshi vía la línea Tōzai. 

## Trenes
- Servicio Rápido Especial (新快速 Shin-Kaisoku?)
  - Continuando el servicio desde la línea Kioto, los trenes paran en Osaka, Amagasaki, Ashiya, Sannomiya, Kobe, Akashi, Nishi-Akashi, Kakogawa y Himeji. El servicio se extiende más allá de Himeji en la línea San'yō hacia Aboshi y la línea Ako en Banshu-Ako.
- Servicio Rápido (快速 Kaisoku?)
  - Continuando el servicio desde la línea Kioto, los trenes paran en Osaka, Amagasaki, Nishinomiya, Ashiya, Sumiyoshi, Rokkomichi, Sannomiya, Motomachi, Kobe, Hyōgo, Suma, Tarumi, Maiko y Akashi como trenes del servicio rápido, y en todas las estaciones tras Akashi como trenes locales. El servicio se extiende más allá de Himeji en la línea San'yō hacia Aboshi y la línea Ako en Banshu-Ako. Durante la mañana y la noche, los trenes no paran en Suma, Tarumi ni Maiko.
- Local (普通 Futsū?)
  - Continuando el servicio desde la línea Kioto por Osaka y la línea Tōzai en Amagasaki, los trenes paran en todas las estaciones hasta Nishi-Akashi, con el servicio extendido hasta Kakogawa durante las horas punta.

## Estaciones
Las estaciones están listadas de este a oeste.
●: Los trenes paran.
|: Los trenes pasan.
▲: Los trenes pasan durante la mañana y noche y paran el resto del día.
R.Esp: Rápido Especial
| Nombre oficial de la línea                      | Estación         | Japonés    | Distancia (km) | Distancia (km) | Parada | Parada | Parada | Conexiones | Localización         | Localización |
| Nombre oficial de la línea                      | Estación         | Japonés    |                | desde Osaka    | Local  | Rápido | R.Esp | Conexiones | Barrio, Ciudad       | Prefectura   |
| ----------------------------------------------- | ---------------- | ---------- | -------------- | -------------- | ------ | ------ | --- | --- | -------------------- | ------------ |
| Continua el servicio desde la línea Kioto de JR |                  |            |                |                |        |        | | |                      |              |
| Línea Principal Tōkaidō                         | Osaka            | 大阪       | -              | 0,0            | ●      | ●      | ● | West Japan Railway Company：Línea Principal Tōkaidō (Línea Kioto), Línea Circular de Osaka West Japan Railway Company：Línea Tōzai (Estación de Kitashinchi) Hankyu：Línea Kioto, Línea Takarazuka, Línea Kobe (Estación de Umeda) Hanshin：Línea Principal (Estación de Umeda) Metro de Osaka: Línea Midōsuji (Estación de Umeda) Metro de Osaka: Línea Tanimachi (Estación de Higashi-Umeda) Metro de Osaka: Línea Yotsubashi (Estación de Nishi-Umeda) | Kita-ku, Osaka       | Osaka        |
| Línea Principal Tōkaidō                         | Tsukamoto        | 塚本       | 3.4            | 3.4            | ●      | ｜     | ｜ | | Yodogawa-ku, Osaka   | Osaka        |
| Línea Principal Tōkaidō                         | Amagasaki        | 尼崎       | 4.3            | 7.7            | ●      | ●      | ● | West Japan Railway Company：Línea Tōzai, Línea Takarazuka (Línea Fukuchiyama) | Amagasaki            | Hyōgo        |
| Línea Principal Tōkaidō                         | Tachibana        | 立花       | 3.0            | 10.7           | ●      | ｜     | ｜ | | Amagasaki            | Hyōgo        |
| Línea Principal Tōkaidō                         | Koshienguchi     | 甲子園口   | 2.2            | 12.9           | ●      | ｜     | ｜ | | Nishinomiya          | Hyōgo        |
| Línea Principal Tōkaidō                         | Nishinomiya      | 西宮       | 2.5            | 15.4           | ●      | ●      | ｜ | | Nishinomiya          | Hyōgo        |
| Línea Principal Tōkaidō                         | Sakura Shukugawa | さくら夙川 | 1.5            | 16.9           | ●      | ｜     | ｜ | | Nishinomiya          | Hyōgo        |
| Línea Principal Tōkaidō                         | Ashiya           | 芦屋       | 2.3            | 19.2           | ●      | ●      | ● | | Ashiya               | Hyōgo        |
| Línea Principal Tōkaidō                         | Konan Yamate     | 甲南山手   | 1.4            | 20.6           | ●      | ｜     | ｜ | | Higashinada-ku, Kobe | Hyōgo        |
| Línea Principal Tōkaidō                         | Settsu-Motoyama  | 摂津本山   | 1.5            | 22.1           | ●      | ｜     | ｜ | | Higashinada-ku, Kobe | Hyōgo        |
| Línea Principal Tōkaidō                         | Sumiyoshi        | 住吉       | 1.6            | 23.6           | ●      | ●      | ｜ | Kobe New Transit: Línea Isla Rokkō (R01) | Higashinada-ku, Kobe | Hyōgo        |
| Línea Principal Tōkaidō                         | Rokkomichi       | 六甲道     | 2.2            | 25.9           | ●      | ●      | ｜ | | Nada-ku, Kobe        | Hyōgo        |
| Línea Principal Tōkaidō                         | Nada             | 灘         | 2.3            | 28.2           | ●      | ｜     | ｜ | | Nada-ku, Kobe        | Hyōgo        |
| Línea Principal Tōkaidō                         | Sannomiya        | 三ノ宮     | 2.4            | 30.6           | ●      | ●      | ● | West Japan Railway Company: San'yō Shinkansen (Estación de Shin-Kobe) Hankyu Línea Kobe, Línea Tōzai (Estación de Sannomiya) Hanshin：Línea Principal (Estación de Sannomiya) Kobe New Transit: Línea Isla del Puerto (Estación de Sannomiya) Metro de Kobe： Línea Seishin-Yamate (Estación de Sannomiya) Metro de Kobe： Línea Kaigan (Estación de Sannomiya-Hanadokeimae)                                                                              | Chuo-ku, Kobe        | Hyōgo        |
| Línea Principal Tōkaidō                         | Motomachi        | 元町       | 0.8            | 31.4           | ●      | ●      | ｜ | West Japan Railway Company: San'yō Shinkansen (Estación de Shin-Kobe) Hanshin：Línea Principal, Línea Tōzai | Chuo-ku, Kobe        | Hyōgo        |
| Línea Principal Tōkaidō                         | Kobe             | 神戸       | 1.7            | 33.1           | ●      | ●      | ● | West Japan Railway Company: San'yō Shinkansen (Estación de Shin-Kobe) Hanshin：Línea Tōzai (Estación de Kōsoku Kōbe) Metro de Kobe： Línea Kaigan (Estación de Harborland) | Chuo-ku, Kobe        | Hyōgo        |
| Línea Principal San'yō                          | Kobe             | 神戸       | 1.7            | 33.1           | ●      | ●      | ● | West Japan Railway Company: San'yō Shinkansen (Estación de Shin-Kobe) Hanshin：Línea Tōzai (Estación de Kōsoku Kōbe) Metro de Kobe： Línea Kaigan (Estación de Harborland) | Chuo-ku, Kobe        | Hyōgo        |
| Hyōgo                                           | 兵庫             | 1.8        | 34.9           | ●              | ●      | ｜     | West Japan Railway Company: Línea Wadamisaki | Hyogo-ku, Kobe |                      | Hyōgo        |
| Shin-Nagata                                     | 新長田           | 2.3        | 37.2           | ●              | ｜     | ｜     | West Japan Railway Company: San'yō Shinkansen (Estación de Shin-Kobe) Metro de Kobe： Línea Seishin-Yamate Metro de Kobe： Línea Kaigan                              | Nagata-ku, Kobe |                      | Hyōgo        |
| Takatori                                        | 鷹取             | 1.0        | 38.2           | ●              | ｜     | ｜     | | Suma-ku, Kobe |                      | Hyōgo        |
| Suma-Kaihinkōen                                 | 須磨海浜公園     | 0.9        | 39.1           | ●              | ｜     | ｜     | | Suma-ku, Kobe |                      | Hyōgo        |
| Suma                                            | 須磨             | 1.3        | 40.4           | ●              | ▲      | ｜     | San'yō Electric Railway: Línea Principal (Estación de Sanyo Suma) | Suma-ku, Kobe |                      | Hyōgo        |
| Shioya                                          | 塩屋             | 2.0        | 43.3           | ●              | ｜     | ｜     | San'yō Electric Railway: Línea Principal (Estación de Sanyo Shioga)                                                                                                  | Tarumi-ku, Kobe |                      | Hyōgo        |
| Tarumi                                          | 垂水             | 2.9        | 46.2           | ●              | ▲      | ｜     | San'yō Electric Railway: Línea Principal (Estación de Sanyo Tarumi)                                                                                                  | Tarumi-ku, Kobe |                      | Hyōgo        |
| Maiko                                           | 舞子             | 2.0        | 48.2           | ●              | ▲      | ｜     | San'yō Electric Railway: Línea Principal (Estación de Maiko-kōen) | Tarumi-ku, Kobe |                      | Hyōgo        |
| Asagiri                                         | 朝霧             | 1.9        | 50.1           | ●              | ｜     | ｜     | | Akashi |                      | Hyōgo        |
| Akashi                                          | 明石             | 2.4        | 52.5           | ●              | ●      | ●      | San'yō Electric Railway: Línea Principal (Estación de Sanyo Akashi)                                                                                                  | Akashi |                      | Hyōgo        |
| Nishi Akashi                                    | 西明石           | 3.4        | 55.9           | ●              | ●      | ●      | West Japan Railway Company: San'yō Shinkansen | Akashi |                      | Hyōgo        |
| Okubo                                           | 大久保           | 2.8        | 58.7           | ●              | ●      | ｜     | | Akashi |                      | Hyōgo        |
| Uozumi                                          | 魚住             | 3.5        | 62.2           | ●              | ●      | ｜     | | Akashi |                      | Hyōgo        |
| Tsuchiyama                                      | 土山             | 3.1        | 65.3           | ●              | ●      | ｜     | | Harima |                      | Hyōgo        |
| Higashi-Kakogawa                                | 東加古川         | 3.3        | 68.6           | ●              | ●      | ｜     | | Kakogawa |                      | Hyōgo        |
| Kakogawa                                        | 加古川           | 3.6        | 72.2           | ●              | ●      | ●      | West Japan Railway Company: Línea Kakogawa | Kakogawa |                      | Hyōgo        |
| Hoden                                           | 宝殿             | 3.3        | 75.5           |                | ●      | ｜     | | Takasago |                      | Hyōgo        |
| Sone                                            | 曽根             | 4.0        | 79.5           |                | ●      | ｜     | | Takasago |                      | Hyōgo        |
| Himeji Bessho                                   | ひめじ別所       | 2.0        | 81.5           |                | ●      | ｜     | | Himeji |                      | Hyōgo        |
| Gochaku                                         | 御着             | 2.1        | 83.6           |                | ●      | ｜     | | Himeji |                      | Hyōgo        |
| Himeji                                          | 姫路             | 4.3        | 87.9           |                | ●      | ●      | West Japan Railway Company: Línea Principal San'yō, Sanyō Shinkansen, Línea Bantan, Línea Kishin San'yō Electric Railway: Línea Principal (Estación de Sanyo Himeji) | Himeji |                      | Hyōgo        |
| Continua el servicio en las líneas San'yō y Ako |                  |            |                |                |        |        | | |                      |              |

## Material rodante

### Actual
- Serie 207 (desde 1991)
- Serie 221 (desde 1989)
- Serie 223 (desde 1994)
- Serie 225 (desde 2010)
- Serie 321 (desde 2005)

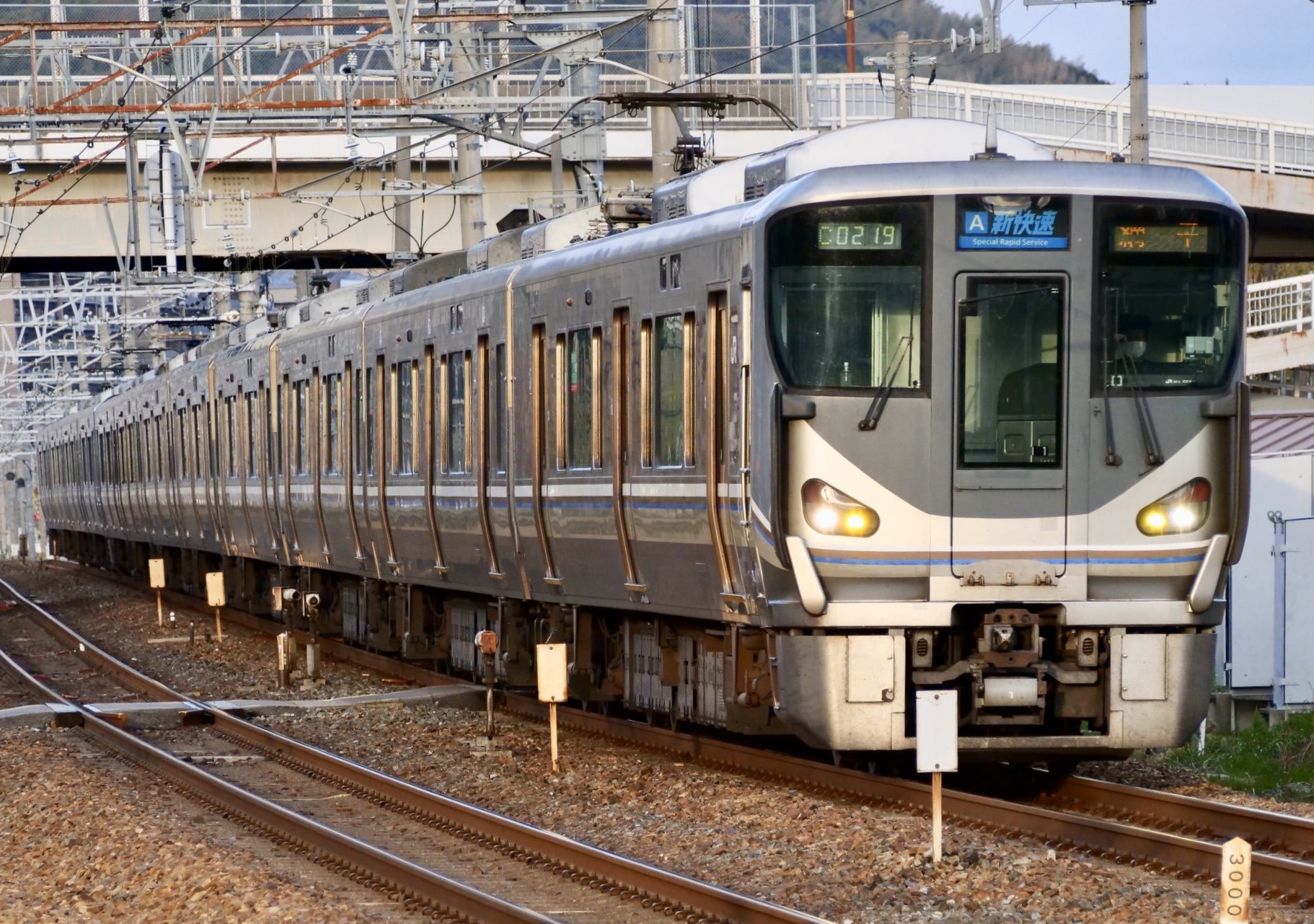
Serie 225-0
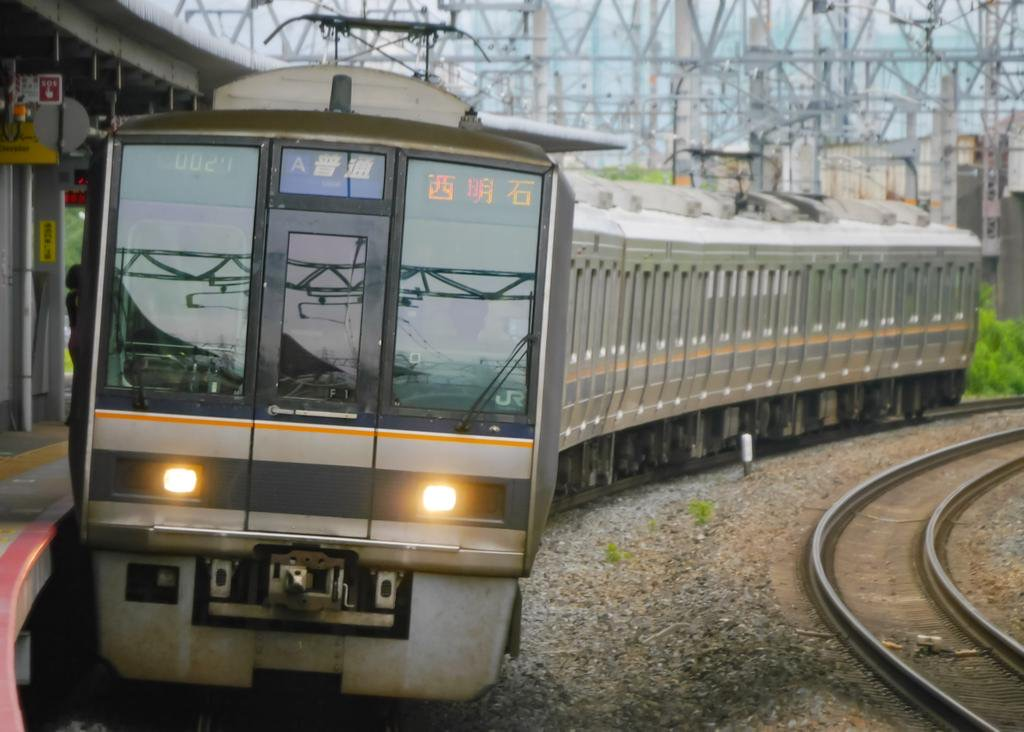
Serie 207

### Antiguo
- Serie 103 (hasta 2005)
- Serie 113 (hasta 2004)
- Serie 115
- Serie 117 (desde 1980 hasta 1999)
- Serie 201 (desde 1983 hasta 2007)
- Serie 205 (desde 1986 hasta 2006, desde 2011 hasta 2013)

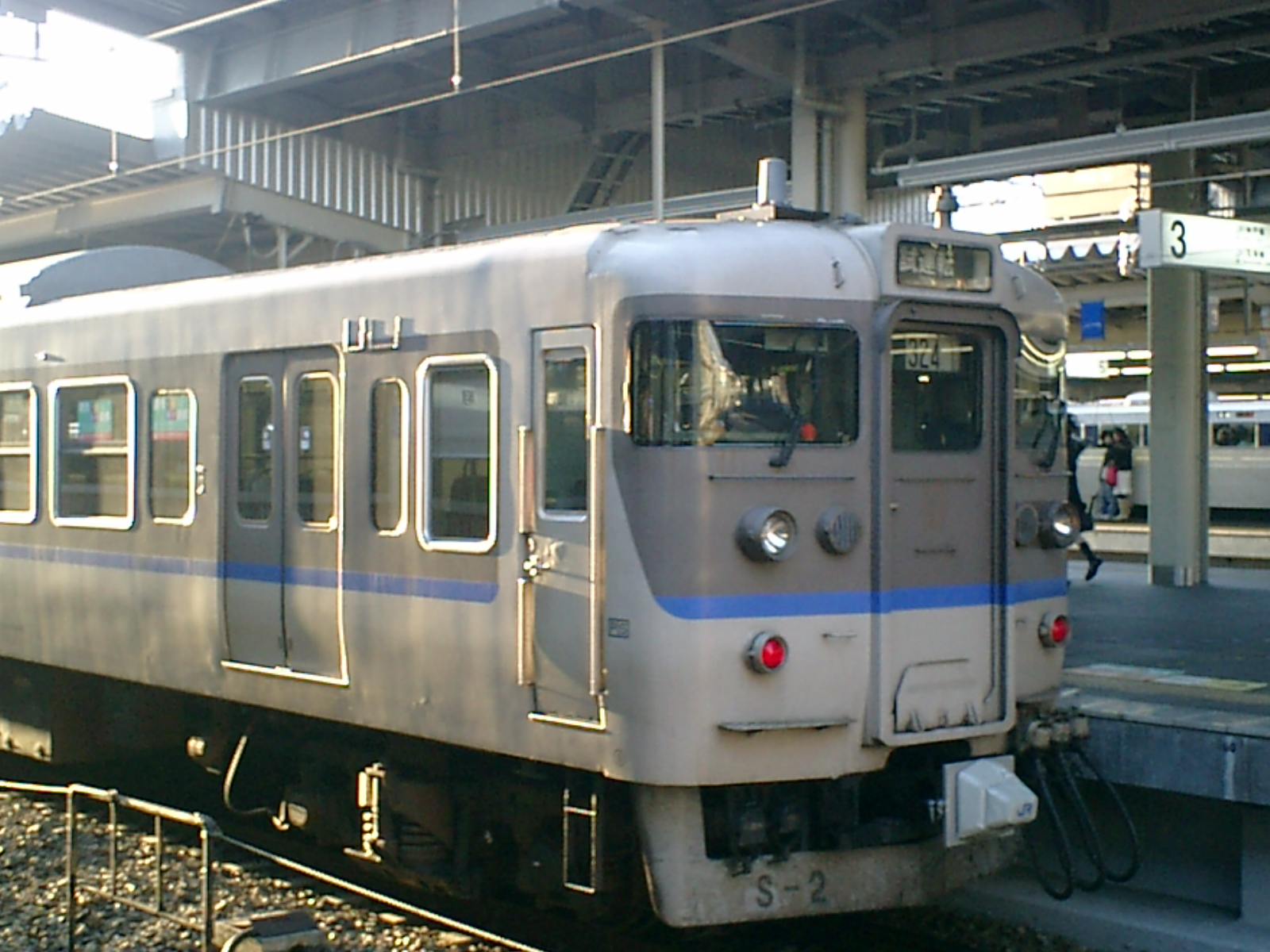
Serie 113
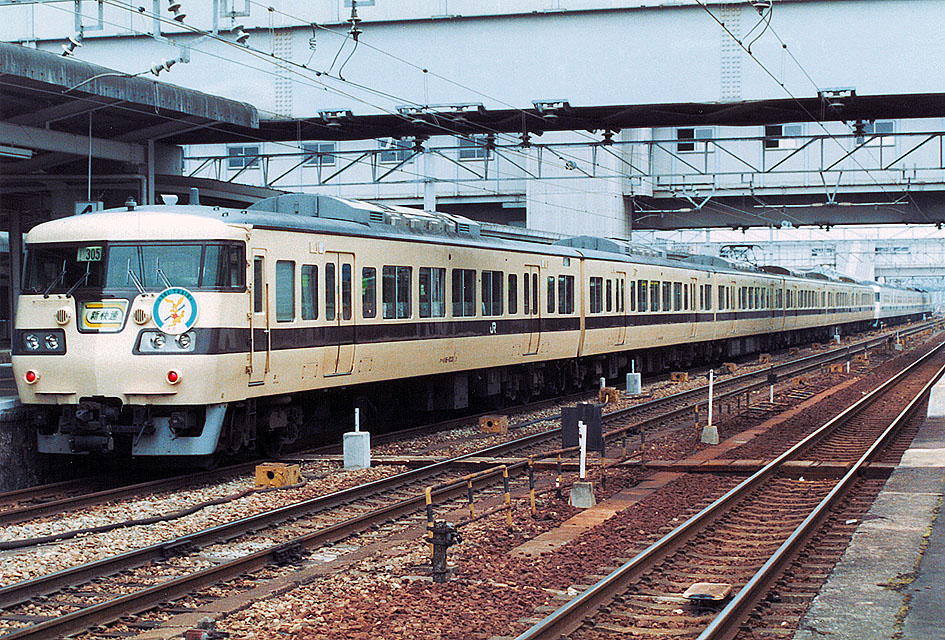
Serie 117
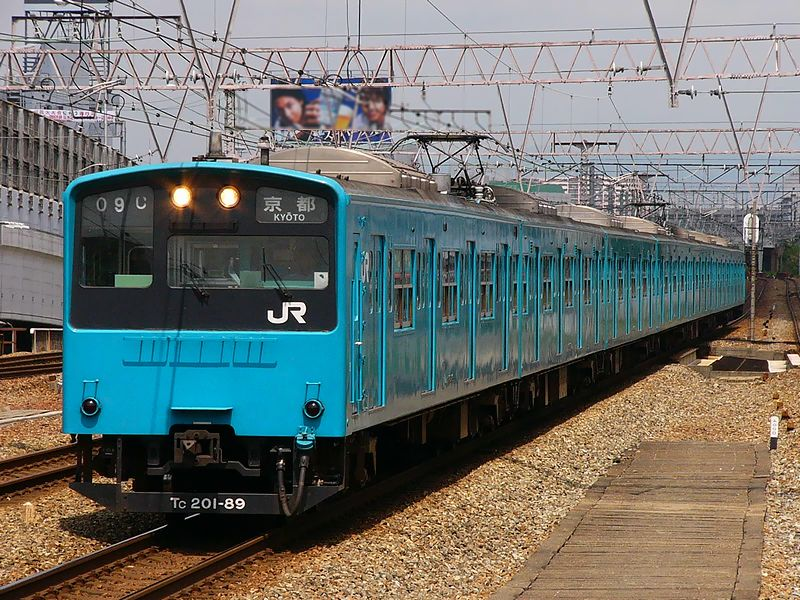
Serie 201
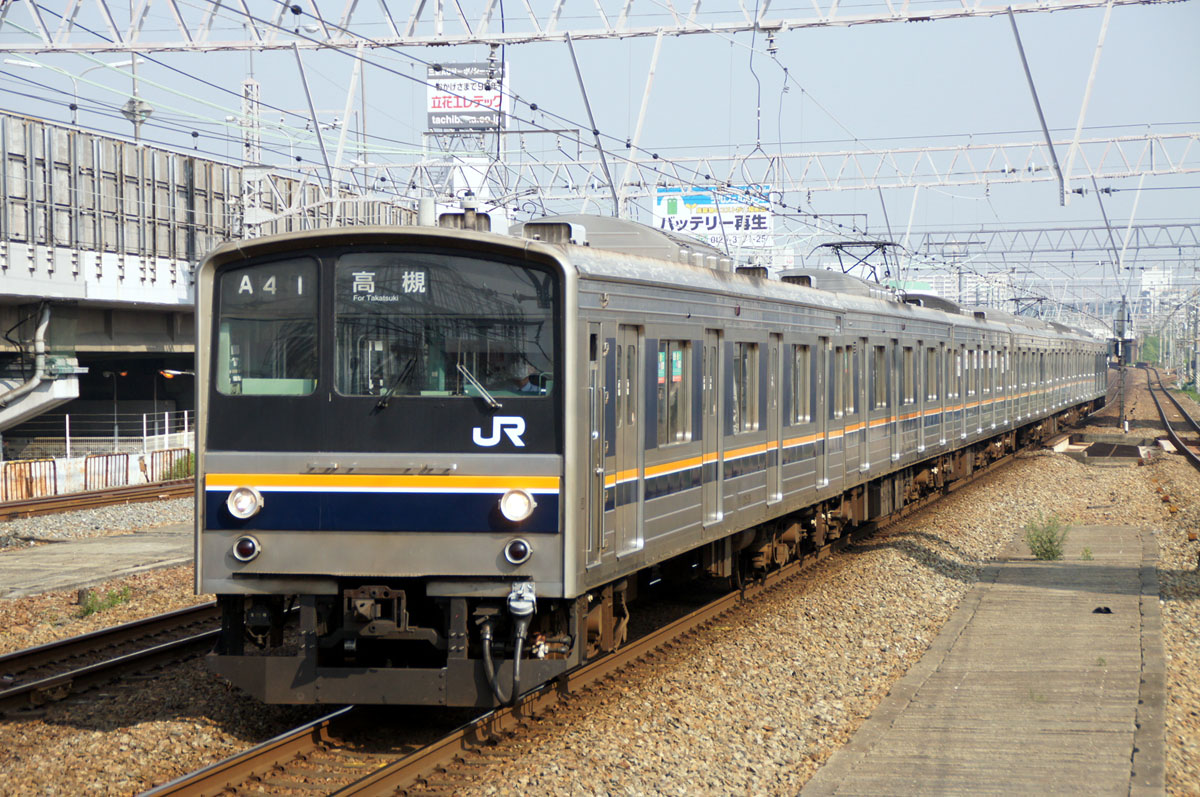
Serie 205